# Aeropuerto de Rýbinsk-Staroselye
El Aeropuerto de Rýbinsk-Staroselye (del ruso: Аэропорт Рыбинск-Староселье); IATA: RYB, ICAO: UUBK), se encuentra 8 km al noreste de Rýbinsk, en el óblast de Yaroslavl, Rusia. Está situado junto a la población de Staroselye (en ruso: Староселье.
El operador del aeropuerto es la empresa «NPO Saturn» (del ruso: НПО «Сатурн»), que se dedica al diseño, fabricación y mantenimiento de motores para aviación, tanto civil como militar, y turbinas de gas. En la ciudad de Rýbinsk tiene su «Oficina Experimental de Diseño nº.1» (del ruso: «Опытно-конструкторское бюро № 1»).
El espacio aéreo está controlado desde el FIR de Moscú (ICAO: UUWV).

## Pista
El aeropuerto de Rýbinsk-Staroselye dispone de una pista de asfalto con dirección 04/22 y unas dimensiones de 2.000 × 29 m (6.562 × 95 pies).